# Rama (Ripoll)
Rama és un veïnat de Ripoll, aigua avall a la riba dreta del Ter, al nord-est del centre de la vila. El 2009 tenia 28 habitants. Forma un antic veïnat centrat per un antic mas fortificat, reemplaçat a la fi del segle xix per un petit palau de tipus versallesc, amb jardins i un gran parc natural.
Un primer esment «la farga de Rama» es troba en un document del 1538 del monestir de Ripoll. Segons Joan Coromines provindria d'un emigrat mossàrab Abderama (Abd-er-Ráhman).

## Llocs d'interés
- Casal de Rama, reformat el 1963 per l'arquitecte Raimon Duran i Reynals